# Smedjebacken
Smedjebacken est une localité de Suède dans la commune de Smedjebacken, dont elle est le chef-lieu, située dans le comté de Dalécarlie.
Sa population était de 5 331 habitants en 2019.